# لوئیس اورکوزو
لوئیس اورکوزو (انگلیسی: Luis Urquizu؛ زادهٔ ۲۵ اوت ۱۹۳۶) بازیکن فوتبال است.
از باشگاه‌هایی که در آن بازی کرده‌است می‌توان به باشگاه فوتبال دپورتیوو آلاوس اشاره کرد.